# ویفر

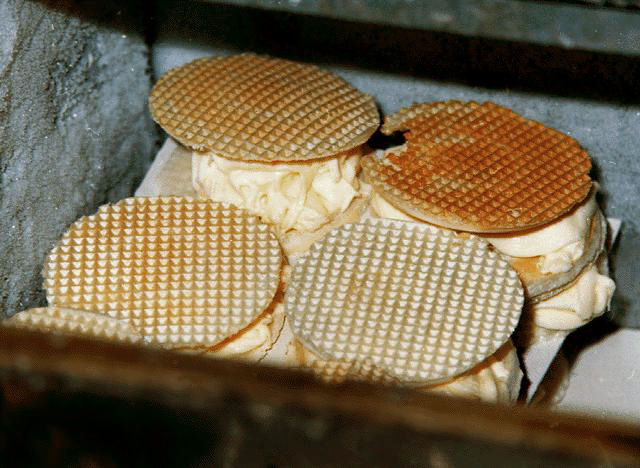
بستنی نونی اکبر مشدی با ویفر

وِیفر (به انگلیسی: Wafer) گونه‌ای بیسکویت ترد، شیرین، بسیار نازک و خشک است که اغلب برای تزئین بستنی استفاده می‌گردد. ویفرها همچنین به صورت شیرینی به همراه کِرِم با طعم خامه یا میوه که در بین دو قطعه ویفر است نیز درست می‌شوند.